# Hypsophrys nematopus
Hypsophrys nematopus es una especie de peces de la familia Cichlidae en el orden de los Perciformes.

## Morfología
Los machos pueden llegar alcanzar los 14 cm de longitud total.

## Hábitat
Vive en zonas de clima tropical  entre 21 °C-34 °C de temperatura.

## Distribución geográfica
Se encuentra en la vertiente atlántica de Centroamérica: Nicaragua y el oeste de Costa Rica, incluyendo el río San Juan, el lago Nicaragua y el lago Managua.

## Alimentación
Se alimenta de algas y material vegetal que raspa de rocas y otras superficies sólidas, también consume larvas de quironómidos. Según investigaciones es posible que algunas poblaciones ayuden a limpiar a otros peces de parásitos.